# Santa Rosa (Nuovo Messico)
Santa Rosa è una città e capoluogo della contea di Guadalupe nel Nuovo Messico, negli Stati Uniti. La popolazione era di 2 848 abitanti al censimento del 2010. Si trova tra Albuquerque e Tucumcari, situata sul fiume Pecos all'incrocio tra la Interstate 40, la U.S. Route 54 e la U.S. Route 84. La città si trova a ovest, ma non all'interno, del Llano Estacado o "pianure picchettate" della parte orientale del Nuovo Messico e del Texas occidentale.

## Geografia fisica
Secondo l'Ufficio del censimento degli Stati Uniti, ha una superficie totale di 5,00 mi² (12,95 km²).

## Storia
Il primo insediamento euroamericano nell'area fu Aqua Negra Chiquita, "piccola acqua nera" in spagnolo, nel 1865. Il nome fu cambiato nel 1890 in Santa Rosa, riferendosi a una cappella che don Celso Baca (il fondatore della città) costruì e prese il nome sia da sua madre Rosa che da Santa Rosa da Lima. La "Rosa" può anche riferirsi alle rose nella storia di Nostra Signora di Guadalupe ed è indicativa del cattolicesimo dei colonizzatori spagnoli che si stabilirono nell'area.
A cavallo del XX secolo, Santa Rosa non era il più grande insediamento all'interno della regione. Puerto de Luna, circa dieci miglia a sud, ospitava il capoluogo della contea di Guadalupe. Santa Rosa era più piccola di Puerto de Luna fino al 1901 quando la Chicago, Rock Island & Pacific Railroad venne costruita a Santa Rosa da est, seguita rapidamente dall'arrivo della El Paso and Northeastern Railway nel febbraio 1902, da sud-ovest, creando così un collegamento transcontinentale. Come capolinea e punto di interscambio delle due ferrovie, si sviluppò rapidamente una fiorente comunità. Il capoluogo venne spostato a Santa Rosa da PDL nel 1903.
L'autostrada est-ovest attraverso la città fu designata come U.S. Route 66 nel 1926, e l'aumento del traffico fece della comunità una sosta popolare per motel e bar. Il tratto della Route 66 di Santa Rosa fa parte della storia del cinema. Quando l'epico romanzo di John Steinbeck, Furore, per il quale venne creato anche un film, il regista John Ford ha usato Santa Rosa per la memorabile scena del treno. Tom Joad (Henry Fonda) guarda un treno merci a vapore sul ponte della ferrovia sul fiume Pecos, verso il tramonto. È stata anche una delle scene di sparatoria di Il mondo violento di Bobbie Jo ragazza di provincia con Lynda Carter nel ruolo principale.
La città fu la casa d'infanzia dell'autore Rudolfo Anaya, ed è la base per la città immaginaria di Guadalupe nel suo romanzo autobiografico Bless Me, Ultima.

## Società

### Evoluzione demografica
Secondo il censimento del 2010, la popolazione era di 2 848 abitanti.

### Etnie e minoranze straniere
Secondo il censimento del 2010, la composizione etnica della città era formata dal 69,2% di bianchi, il 2,4% di afroamericani, il 2,0% di nativi americani, l'1,8% di asiatici, lo 0,0% di oceanici, il 21,1% di altre razze, e il 3,4% di due o più razze. Ispanici o latinos di qualunque razza erano il 79,4% della popolazione.